# 都安站
都安站位于中华人民共和国广西壮族自治区河池市都安瑶族自治县澄江镇六里村，是贵南高速铁路上的一座铁路车站，于2023年8月31日随贵南高铁荔波至南宁段开通而投入使用，车站规模为2台6线。